# Eleição municipal de Campos dos Goytacazes em 1992
A eleição municipal de Campos dos Goytacazes em 1992 ocorreu em 3 de outubro de 1992. O então prefeito era Anthony Garotinho (PDT). O prefeito eleito foi Sérgio Mendes (PDT).

## Resultado da eleição para prefeito

### Primeiro turno
| Candidatos a prefeito  | Número | Votação | Percentual |
| ---------------------- | ------ | ------- | ---------- |
| Sérgio Mendes PDT      | 12     | 115.455 | 66,33%     |
| Rockfeller de Lima PFL | 25     | 34.176  | 19,63%     |
| Adilson Sermet PT      | 13     | 12.655  | 7,27%      |
| Barbosa Lemos PSDB     | 45     | 11.780  | 6,77%      |